# Enicospilus prospiracularis
Enicospilus prospiracularis là một loài tò vò trong họ Ichneumonidae.